# Tipo morfologico (gatto)
Secondo la zootecnia le variazioni nella morfologia degli animali, e quindi anche dei gatti, vengono classificate secondo tre parametri:
- le variazioni nella taglia
- le variazioni nel profilo
- le variazioni nelle struttura

Le informazioni circa taglia, profilo e proporzioni di una razza sono sempre riportate negli standard di razza.

## Taglia
Quando si parla di variazioni nella taglia del gatto, si intendono variazioni misurabili dei volumi e del peso. A seconda di questi parametri si hanno razze grandi (ipermetriche), medie (eumetriche) o di piccole (ipometriche)
Nei gatti domestici, a differenza dei cani, le variazioni volumetriche sono relativamente poco importanti, e a parte alcune eccezioni, la maggior parte delle razze rientra nella taglia media. Per questo motivo si tende a separare le taglie medio-grandi dalle medie.
Sono razze grandi (lista non esaustiva):
- il Maine Coon
- il Gatto delle foreste norvegesi
- il Gatto Ragdoll

Sono razze medio-grandi (lista non esaustiva):
- il Persiano
- l'Esotico o Esotic Shorthair
- il Siberiano
- il Bengala
- il British Shorthair
- il Certosino
- l'Europeo
- il Kurilean Bobtail
- l'Ocicat

Sono razze medie (lista non esaustiva):
- l'American Curl
- il Sacro di Birmania o Birmano
- l'Angora Turco
- il Turco Van
- l'Abissino
- il Burmese
- il Burmilla
- il Cornish Rex
- il Cymric
- il Mau egiziano o Egyptian Mau
- il German Rex
- il Japanese Bobtail
- il Korat
- il Manx
- il Blu di Russia
- lo Snowshoe
- il Sokoke
- il Somalo
- lo Sphynx
- il Balinese
- il Siamese
- l'Orientale
- il Seychellois
- il Don Sphynx
- il Peterbald

## Profilo
Quando si parla di variazione del profilo, si parla del profilo del cranio nel complesso e di come le linee della muso, della testa e del naso si collegano. Idealmente esistono tre tipologie: 
- il profilo concavo (tipico del Persiano)
- il profilo rettilineo (tipico del Blu di Russia)
- il profilo convesso (tipico del Siamese

Ovviamente tra queste tipologie ideali si collocano molti gradi intermedi.

## Struttura
La struttura è data dalle proporzioni del gatto ovvero dal rapporto tra le varie parti dell'animale (Lunghezza e spessore delle zampe e della coda, circonferenza e forma del torace, testa). Principalmente le razze sono divise secondo la struttura in tre macro-gruppi:
- razze di tipo breviline o cobby. I gatti di questo tipo sono caratterizzati da un corpo massiccio, corto e forte, una ossatura robusta, un collo e una coda spessi e corti, piedi rotondi una testa rotonda e dal profilo concavo. Appartengono a questo tipo (lista non esaustiva):
  - il Bombay
  - il Burmese Americano
  - il Persiano
  - il Cymric
  - l'Esotic Shorthair o Exotic Shorthair
- razze di tipo mediolineo. I gatti di tipo mediolineo sono caratterizzati da un corpo rettangolare e da una ossatura solida, un collo allungato ma muscoloso, piedi tondi o ovali, una testa intermedia ed equilibrata, una coda di media lunghezza. Questa categoria, che raggruppa la maggior parte dei gatti, è ulteriormente suddivisa, in accordo con la tradizione anglosassone, in quattro sottoclassi:
  - il tipo semi-cobby. I gatti semi-cobby hanno un corpo leggermente più lungo dei cobby. Appartengono a questa categoria (lista non esaustiva):
    - l'American Bobtail
    - l'American Shorthair
    - l'American Whirehair
    - il British Shorthair
    - il Certosino
    - il Ceylan
    - il Devon rex
    - l'Highland Fold
    - il Korat
    - il Kurilian Bobtail
    - il Singapura
    - lo Scottish Fold
    - il Selkirk Rex
    - lo Sphynx

  - il tipo forte e muscoloso. I gatti di questa categoria hanno un corpo lungo e muscoloso e una ossatura ben sviluppata. Appartengono a questa categoria (lista non esaustiva):
    - il Bengala
    - il Chausie
    - il Maine Coon
    - il Norvegese
    - il Pixie Bob
    - il Ragdoll
    - il Sacro de Birmania
    - il Serengeti
    - il Siberiano
    - il Turco Van

  - il tipo semi-foreign. I gatti di questo tipo hanno un corpo lungo ed elegante ed una ossatura ben sviluppata. Appartengono a questa categoria (lista non esaustiva):
    - l'American Curl
    - l'Asian
    - il Bobtail Giapponese
    - il Burmese
    - il Californian Spangled
    - l'Europeo
    - il German Rex
    - l'Havana Brown
    - il LaPerm
    - l'Egyptian Mau
    - il Munchkin
    - l'Ocicat
    - l'Ojos Azules
    - il Savannah
    - lo Snowshoe
    - il Sokoke
    - lo Sphynx
    - il Thai
    - il Tiffany
    - il Tonkinese
    - lo York Chocolate

  - il tipo foreign. I gatti di tipo foreign sono i più leggeri tra i mediolinei. Sono gatti sottili ed eleganti, senza essere estremi. Appartengono a questa categoria (lista non esaustiva):
    - l'Abissino
    - l'Angora Turco
    - il Blu di Russia
    - il Nebelung
    - il Somalo
- razze di tipo longilineo o orientale. I gatti di questo tipo sono caratterizzati da un corpo lungo e tubolare, un collo lungo e sottile, coda sottile e lunga, collo sottile ed elegante, una testa triangolare con profilo rettilineo o convesso, piedi ovali.  Appartengono a questa categoria (lista non esaustiva):
  - il Balinese
  - il Californian Rex
  - il Cornish Rex
  - il Mandarino o Orientale a pelo lungo
  - l'Orientale
  - il Perterbald
  - il Siamese